# Lisa Kapteinat
Lisa-Kristin Kapteinat (* 20. Februar 1989 in Witten) ist eine deutsche Politikerin (SPD) und Juristin. Sie ist seit Juni 2017 Abgeordnete im Landtag Nordrhein-Westfalen.

## Leben und Beruf
Lisa Kapteinat wurde in Witten geboren und wuchs in Castrop-Rauxel auf. Nach dem Abitur 2008 am dortigen Ernst-Barlach-Gymnasium absolvierte sie ein Studium der Rechtswissenschaft an der Westfälischen Wilhelms-Universität Münster, das sie mit dem Ersten juristischen Staatsexamen im April 2013 beendete. Nach ihrem Zweiten juristischen Staatsexamen 2015 war sie bei der Familienkasse Bochum tätig. Seit Januar 2016 ist sie als Rechtsanwältin in Castrop-Rauxel mit den Tätigkeitsschwerpunkten Arbeitsrecht, Verkehrsrecht, Asylrecht und Mietrecht tätig.

## Politik
Kapteinat trat 2004 in die SPD ein. Sie amtierte von 2008 bis 2010 als Kreisverbandsvorsitzende der Jusos und seit 2016 als Stadtverbandsvorsitzende der SPD Castrop-Rauxel. Dem Kreistag des Kreises Recklinghausen gehört sie seit 2009 an. Bei der Landtagswahl 2017 gewann sie das Direktmandat im Landtagswahlkreis Recklinghausen V und zog in den Landtag von Nordrhein-Westfalen ein. Bei der Landtagswahl 2022 wurde sie im Landtagswahlkreis Recklinghausen IV direkt in den Landtag gewählt. Seit Juni 2018 ist Kapteinat stellvertretende Vorsitzende der SPD-Landtagsfraktion.